# Barrancos Futebol Clube
O Barrancos Futebol Clube é um clube de futebol português localizado na vila de Barrancos, distrito de Beja. O clube foi fundado em 1982. O seu actual presidente é Mário José Garcia Ruivo.
O clube já disputou o Campeonato Distrital da Associação de Futebol de Beja, no entanto, desistiu de disputar a competição na temporada 2010-11, após conquistar a Taça dos distrito, na temporada anterior.

## Ligas
- 2005- 2006 - 1ª divisão da Associação de Futebol de Beja (4º lugar, 41 pts)
- 2006- 2007 - 1ª divisão da Associação de Futebol de Beja

## Estádio
A equipa disputa os seus jogos em casa no Estádio Municipal do Baldio, em Barrancos. A equipa de futebol enverga equipamento da marca Patrick e tem o patrocínio da Solmonte-Praia da Rocha.